# Liste des orgues du Limousin classés dans la base Palissy des monuments historiques

## Méthodologie
Cette liste prend en compte les orgues du Limousin classés uniquement, au titre objet ou immeuble, que ce soit pour leur buffet ou leur partie instrumentale et répertoriés dans la base Palissy des Monuments historiques de France. La section Reprises recense les modifications les plus importantes. Dans certains cas le classement du buffet intègre également la tribune. À défaut de précision, le classement est réputé acquis au titre objet (cas le plus fréquent) mais les initiales I.D. signifient au titre Immeuble par Destination et I. au titre Immeuble.

## Liste
| Localisation                                   | Construction                                       | Reprises | Buffet                            | Instrument                                    | Illustration |
| ---------------------------------------------- | -------------------------------------------------- | --- | --------------------------------- | --------------------------------------------- | ------------ |
| Bellac, Notre-Dame                             | Jean-Baptiste Ghys 1878                            | | M.Cohadon sculpteur à Bellac 1897 | Notice no PM87000465 immeuble par destination |              |
| Bourganeuf, St Jean                            | Joseph ou Louis Callinet vers 1820-30              | Restauration dans buffet provisoire A.Deliancourt 1961, reconstruction dans nouveau buffet avec positif de dos par Jean-Jacques Mounier débutée en 1983 puis interrompue. |                                   | Notice no PM23000034 immeuble par destination |              |
| Brive-la-Gaillarde, collégiale St Martin       | Stoltz & Schaaf (Paris) 1859                       | Reconstruction à l'identique Philippe Emériau 1989 |                                   | Notice no PM19000076 immeuble par destination |              |
| Felletin, église du Moutier                    | École de Mirecourt milieu du XIXe siècle           | Restauration Gérald Guillemin 1984 |                                   | Notice no PM23000075                          |              |
| La Souterraine, chapelle du Sauveur            | Jean-Baptiste Ghys 1887                            | |                                   | Notice no PM23000207 immeuble par destination |              |
| Le Dorat, collégiale St Pierre-ès-Liens        | Aristide Cavaillé-Coll 1876                        | |                                   | Notice no PM87000090                          |              |
| Limoges, cathédrale St Étienne, orgue de chœur | Pierre Alexandre Ducroquet 1850                    | Réharmonisation Merklin & Cie 1890, modifications par Robert Boisseau 1925 & 1940                                                                                         |                                   | Notice no PM87000466 immeuble par destination |              |
| Limoges, Ste Marie                             | Augustin Zeiger 1846 modif. J.B.Ghys 1881          | Restauration Jean Renaud 1995: retour à l'orgue Zeiger-Ghys |                                   | Notice no PM87000450 immeuble par destination |              |
| Solignac, ancienne abbatiale St Pierre         | origine Belgique XVIIe siècle, reconstruction 1825 | Transformation fin XIXe siècle, restauration Boisseau & Cattiaux 1985 |                                   | Notice no PM87000407                          |              |
| Tulle, cathédrale Notre-Dame                   | John Abbey 1842                                    | Reconstruction Haerpfer-Erman 1975, réharmonisation esthétique romantique 2000                                                                                            |                                   | Notice no PM19000443 immeuble par destination |              |
| Ussel, St Martin                               | Aristide Cavaillé-Coll 1874                        | Relevage et restitution du Plein-jeu Boisseau & Cattiaux 1985 | Notice no PM19000464              | Notice no PM19000465 immeuble par destination |              |
| Vallière, Saint-Martin                         | École de Mirecourt milieu du XIXe siècle           | Réparations François Delhumeau 1984 |                                   | Notice no PM23000203                          |              |
| Villefavard, temple, orgue de salon            | Charles Mutin 1903                                 | Réparation Jean Renaud |                                   | Notice no PM87000597                          |              |

## Sources
- Base Palissy des Monuments historiques de France
- Orgues du Limousin, ASSECARM Limousin chez EDISUD 1993